# Parajotus obscurofemoratus
Parajotus obscurofemoratus är en spindelart som beskrevs av George William Peckham och Elizabeth Maria Gifford Peckham 1903. Parajotus obscurofemoratus ingår i släktet Parajotus och familjen hoppspindlar. Inga underarter finns listade i Catalogue of Life.